# كابت الانبثاث
يعمل بروتين كابت الانبثاث على إبطاء الانبثاث (الأورام الثانوية) أو كبحه من الانتشار في جسم الكائن الحي المصاب بالسرطان. يُعد الانبثاث من أبرز العمليات السرطانية القاتلة. تُعد هذه العملية مسؤولة عن تسعين بالمئة من الوفيات البشرية الناجمة عن السرطان. تختلف البروتينات الكابحة الانبثاث أو القادرة على إبطائه عن تلك الكابتة للنمو الورمي. يوجد ما يقارب الاثني عشر جينًا من هذه البروتينات المعروفة لدى الإنسان وغيره من الحيوانات.

## خلفية
عادة ما يهدف علاج الانبثاث إلى تدمير نمو الورم الأولي و/أو إيقافه. أمكن تحقيق العديد من التحسينات الكبيرة في طرق الجراحة، والإشعاع والعلاج الكيميائي، لكنها لم تترافق دائمًا بالتحسن في بقاء المريض. لا تتعامل هذه العلاجات التي تركز على السرطانات الأولية عادة مع حالات الانبثاث.
تعمل كابتات الانبثاث بآليات مختلفة عن كابتات الورم ولا تمتلك أي تأثير على الأورام الأولية. مع ذلك، تثبط كابتات الورم أيضًا عملية الانبثاث، نظرًا إلى اعتماد هذه العملية على التخلق الورمي.
أمكن تحديد كابتات الانبثاث للمرة الأولى باستخدام النقل الكروموسومي المتوسط بالخلايا الدقيقة (إم إم سي تي)، الذي يدخل الكروموسومات إلى داخل الخلايا المستقبلة السليمة. لُوحظ وجود الجينات الكابتة للانبثاث في كل من الكروموسومات 1، و6، و7، و8، و10، و11، و12، و16 و17. 
يمثل الرنا الميكروي إحدى فئات المنظمات الجينية التي تربط المناطق غير المنسوخة 3' للرنا المرسال المستهدف، ما يؤدي إلى كبح نسخها أو تسريع تدهورها. في الخلية «إم دي إيه – إم بي - 231» ومتغيرها النقيلي، أظهرت ست أنواع من الرنا المرسال تراجعًا في التعبير في الخلايا النقيلية. من بين هذه الأنواع، يكبح كل من الرنا الميكروي 335 والرنا الميكروي 126 الانبثاث دون التأثير على نمو الورم الأولي. يستهدف الرنا الميكروي 335 مسارات متعددة، بما في ذلك «إس أو إكس 4»، و«إم إي آر تي كيه»، و«بّي تي بّي آر إن 2» و«تي إن سي»، ما يساهم في كبت الانبثاث. يرتبط تعبير الرنا الميكروي 335 بالبقاء الخالي من الانبثاث في سرطان الثدي السريري.

## التطبيقات السريرية
قد تعمل كابتات الانبثاث كعلامات تنبئية، وأهداف علاجية ومؤشرات للاستجابة على العلاج. 

### الإنذار
يرتبط تعبير «إن إم 23» المرتفع مع الإنذار الجيد لأنواع الأورام المتعددة، بما في ذلك سرطان الثدي. يرتبط تعبير «كيه إيه آي 1»، و«بّي إي بي بّي 1» و«آر إي سي كيه» مع التحسن في فرصة البقاء في أنواع الأورام المتعددة، بما في ذلك سرطان القولون والمستقيم. يرتبط تعبير «سي تي جي إف» المرتفع مع التحسن في فرصة البقاء في سرطان القولون والمستقيم، وسرطانة الرئة غير صغيرة الخلايا وسرطان المرارة، لكن ينعكس هذا الارتباط في سرطان المريء والورم الدبقي. 

### الأهداف
يظهر المرضى المصابون بسرطان المبيض إيجابي «إن إم 23» استجابة أفضل للسيسبلاتين مقارنة بالمرضى المصابين بالأورام سلبية «إن إم 23» وسرطان المريء حرشفي الخلايا. يرتبط تعبير «إن إم 23» مع التحسن في فرصة البقاء بعد العلاج بالسيسبلاتين بعد الجراحة. 
بعكس كابحات الورم، تخضع غالبية كابحات الانبثاث للتنظيم بالإنقاص في العينات الورمية السريرية عوضًا عن التحور. قد يؤدي تنشيط كابحات الانبثاث إلى كبح الانبثاث وتحسين البقاء. تحتوي المنطقة المحفزة من «إن إم 23» على عناصر استجابة الهرمون القشري الكظري التي من شأنها رفع تعبير «إن إم 23». تسمح معالجة خلايا سرطان الثدي البشرية باستخدام ديكساميثازون ميدروكسي بروجستيرون أسيتات (إم بّي إيه) برفع تعبير «إن إم 23».